# Filip Jörgenson
Filip Alfred Jörgenson, född 2 juli 1883 död 2 oktober 1920 i Askersund, var en svensk konstnär.
Han var son till postmästaren Alfred Georg Jörgenson och Helena Sofia Juhlin.
Jörgenson studerade vid Konstakademin i Stockholm 1907-1910 där han prisades med lovord av sina lärare. Efter studierna var han bosatt i Örebro och Nora. Han ställde ut med Sveriges allmänna konstförening 1913 och 1919 samt i Örebro 1915.
Tillsammans med Harald Eriksson och Kalle Eklund bildade han en förtrupp för Närkemåleriet.
Hans tidiga konst består av landskapsmotiv från Närkeslätten och Örebrotrakten, efter att han kom i kontakt med bergslagsnaturen kom den att dominera bland motiven.
Jörgenson är representerad vid Örebro läns museum med en landskapsmålning.

## Trykta källor
- Svenskt konstnärslexikon del  sid 341 Allhems Förlag, Malmö

### Fotnoter
1. ↑  Örebro läns museum